# Závod GP2 Silverstone 2006
Závod GP 2 Silverstone 2006 se konal 10. a 11. června 2006 na britském okruhu Silverstone.

## Nedělní závod GP 2
- 11. červen 2006
- Okruh Silverstone
- 23 kol

Stupně vítězů
|                | Lewis Hamilton |              |
| Felix Porteiro | 1              | Adam Carroll |
| 2              |                | 3            |
|                |                |              |

### Výsledky
| Pozice | Jezdec                    | Vůz           | Čas        |
| ------ | ------------------------- | ------------- | ---------- |
| 1      | Lewis Hamilton            | ART           | -          |
| 2      | Felix Porteiro            | Campos Racing | á 0:09,060 |
| 3      | Adam Carroll              | Racing Eng.   | á 0:10,040 |
| 4      | Clivio Piccione           | DPR           | á 0:11,025 |
| 5      | Giorgio Pantano           | FMS           | á 0:11,896 |
| 6      | Nelson Angelo Piquet      | Piquet Sport  | á 0:12,106 |
| 7      | Timo Glock                | iSport        | á 0:15,133 |
| 8      | Fairuz Fauzy              | Super Nova    | á 0:19,572 |
| 9      | Ernesto José Viso Lossada | iSport        | á 0:21,268 |
| 10     | Luca Filippi              | BCN Comp      | á 0:22,580 |
| 11     | Franck Perera             | DAMS          | á 0:22,888 |
| 12     | Mike Conway               | DPR           | á 0:23,778 |
| 13     | Alexandre Sarnes Negrão   | Piquet Sport  | á 0:24,885 |
| 14     | Javier Villa              | Racing Eng    | á 0:29,711 |
| 15     | José María López          | Super Nova    | á 0:31,982 |
| 16     | Gianmaria Bruni           | Trident       | á 0:36,412 |
| 17     | Jason Tahinci             | FMS           | á 0:54,863 |
| 18     | Hiroki Jošimoto           | BCN Comp      | á 2 kola   |
| Kolo   | Odstoupili                | -             | -          |
| 13     | Adrian Valles             | Campos Racing | *          |
| 5      | Neel Jani                 | Arden         | *          |
| 5      | Michael Ammermüller       | Arden         | *          |
| 2      | Alexandre Premat          | ART           | *          |
| 0      | Andreas Zuber             | Trident       | *          |

### Postavení na startu
Postavení na startovním roštu je dáno výsledkem sobotního závodu, jen prvních 8 si prohodí pořadí: To znamená, že vítěz startuje 8. a jezdec, který dojel na 8. místě startuje z prvního místa.

## Sobotní závod GP 2
- 10. červen 2006
- Okruh Silverstone
- 36 kol

Stupně vítězů
|            | Lewis Hamilton |              |
| Timo Glock | 1              | Adam Carroll |
| 2          |                | 3            |
|            |                |              |

### Výsledky
| Pozice | Jezdec                    | Vůz           | Čas         |
| ------ | ------------------------- | ------------- | ----------- |
| 1      | Lewis Hamilton            | ART           | 1h43:43,116 |
| 2      | Timo Glock                | iSport        | á 0:05,014  |
| 3      | Adam Carroll              | Racing Eng.   | á 0:06,145  |
| 4      | Nelson Angelo Piquet      | Piquet Sport  | á 0:06,436  |
| 5      | Giorgio Pantano           | FMS           | á 0:08,728  |
| 6      | Alexandre Premat          | ART           | á 0:12,985  |
| 7      | Clivio Piccione           | DPR           | á 0:15,146  |
| 8      | Felix Porteiro            | Campos Racing | á 0:17,088  |
| 9      | Adrian Valles             | Campos Racing | á 0:17,959  |
| 10     | Sergio Hernandez          | Durango       | á 0:22,538  |
| 11     | Mike Conway               | DPR           | á 0:23,061  |
| 12     | Fairuz Fauzy              | Super Nova    | á 0:25,174  |
| 13     | Jason Tahinci             | FMS           | á 0:36,333  |
| 14     | Javier Villa              | Racing Eng    | á 0:55,030  |
| Kolo   | Odstoupili                | -             | -           |
| 30     | Andreas Zuber             | Trident       | *           |
| 29     | Luca Filippi              | BCN Comp      | *           |
| 28     | Neel Jani                 | Arden         | *           |
| 26     | Gianmaria Bruni           | Trident       | *           |
| 24     | Hiroki Jošimoto           | BCN Comp      | *           |
| 20     | Ferdinando Monfardini     | DAMS          | *           |
| 18     | Ernesto José Viso Lossada | iSport        | *           |
| 16     | Lucas di Grassi           | Durango       | *           |
| 7      | Michael Ammermüller       | Arden         | *           |
| 1      | Alexandre Sarnes Negrão   | Piquet Sport  | *           |
| 0      | Franck Perera             | DAMS          | *           |
| 0      | José María López          | Super Nova    | *           |

### Postavení na startu
| *  | *                                | *  | *                                  |
| -- | -------------------------------- | -- | ---------------------------------- |
| 1  | Adam Carroll 1:29,104            | *  | *                                  |
| *  | *                                | 2  | Lewis Hamilton 1:29,108            |
| 3  | Alexandre Premat 1:29,134        | *  | *                                  |
| *  | *                                | 4  | Nelson Angelo Piquet 1:29,280      |
| 5  | Timo Glock 1:29,300              | *  | *                                  |
| *  | *                                | 6  | Andreas Zuber 1:29,400             |
| 7  | Lucas di Grassi 1:29,404         | *  | *                                  |
| *  | *                                | 8  | Gianmaria Bruni 1:29,546           |
| 9  | Clivio Piccione 1:29,548         | *  | *                                  |
| *  | *                                | 10 | Giorgio Pantano 1:29,729           |
| 11 | Michael Ammermüller 1:29,869     | *  | *                                  |
| *  | *                                | 12 | Ferdinando Monfardini 1:29,890     |
| 13 | Franck Perera 1:29,903           | *  | *                                  |
| *  | *                                | 14 | Ernesto José Viso Lossada 1:29,937 |
| 15 | Adrian Valles 1:30,351           | *  | *                                  |
| *  | *                                | 16 | Hiroki Jošimoto 1:30,484           |
| 17 | Alexandre Sarnes Negrão 1:30,526 | *  | *                                  |
| *  | *                                | 18 | José María López 1:31,097          |
| 19 | Javier Villa 1:31,178            | *  | *                                  |
| *  | *                                | 20 | Mike Conway 1:31,309               |
| 21 | Sergio Hernandez 1:31,321        | *  | *                                  |
| *  | *                                | 22 | Neel Jani 1:31,334                 |
| 23 | Fairuz Fauzy 1:31,506            | *  | *                                  |
| *  | *                                | 24 | Felix Porteiro 1:31,624            |
| 25 | Luca Filippi 1:31,836            | *  | *                                  |
| *  | *                                | 26 | Jason Tahinci 1:31,834             |